# 刘振立
刘振立（1964年8月—），河北栾城人。中国人民解放军高级军官，陆军上将军衔，中央军事委员会联合参谋部参谋长。中国共产党第十九届中央委员会委员、中国共产党第二十届中央军事委员会委员。第十二届全国人民代表大会代表。

## 生平
刘振立1983年9月入伍，编入陆军第112师侦察连，1984年4月加入中国共产党。1986年4月30日起，作为第十二侦察大队的一员编入兰州军区对越轮战部队，参与两山战役，期间镇守前线一年多，击退越军36次进攻，获一等战功。
之后历任学员，排长，副连长，连长，副营职参谋，营长，副处长，处长，旅参谋长，军炮兵指挥部主任，陆军第三十八集团军一一二机械化步兵师师长。
2009年12月，任北京军区陆军第六十五集团军参谋长。
2012年2月，任陆军第六十五集团军军长。
2014年3月，任陆军第三十八集团军军长。
2015年7月，任中国人民武装警察部队参谋长。
2015年12月，卸任中国人民武装警察部队参谋长，进入新成立的中国人民解放军陆军领导班子，出任首任陆军参谋长。
2021年6月，升任陆军司令员。
2010年12月晋升少将军衔，2016年7月晋升中将军衔。2021年7月晋升上将军衔。
2023年3月，调入中央军委联合参谋部，升任联合参谋部参谋长。